# Tarabuco (ville)
 Fusionner dans Tarabuco
Tarabuco est une ville de Bolivie située dans le département de Chuquisaca. La ville est la capitale de la province de Yamparáez et également de son premier secteur, la municipalité de Tarabuco. 

## Population
Tarabuco est peuplée de près de 3 000 habitants selon le recensement de 2012.

## Culture
Tarabuco est surtout connue pour être le foyer de la culture Yampara. Ses habitants accueillent le troisième dimanche de mars de chaque année le festival Pujllay, une grande fête célébrée en souvenir d'une bataille remportée contre l'armée coloniale espagnole. Les membres de la communauté autochtone locale se rassemblent pour la messe et défilent dans leurs costumes traditionnels colorés.

## Marché du dimanche
Chaque dimanche, un marché en plein air coloré et animé attire les habitants et les touristes. De nombreuses personnes portent des costumes traditionnels Yampara, qui, non seulement préservent leur identité, mais annoncent également leur lieu d'origine.
Les principaux produits proposés sont des textiles de la région, mais aussi des produits agricoles tels que le maïs, les pommes de terre et les céréales.